# Powiat brasławski (II Rzeczpospolita)
Powiat brasławski – powiat utworzony 31 października 1919 r. pod Zarządem Cywilnym Ziem Wschodnich z części dawnych powiatów nowoaleksandrowskiego (jezioroskiego) z guberni kowieńskiej (gminy Brasław, Dryświaty, Dukszty, Opsa, Plusy, Rymszany, Słobódka, Smołwy i Widze) i iłłuksztańskiego (lub iłłukciańskiego) z guberni kurlandzkiej (gminy Borów, Boruny, Demeń, Kałkuny, Skrudelino, Sołonaj) z tymczasową siedzibą w miasteczku Brasław, wszedł w skład okręgu wileńskiego.
W lipcu 1920 roku obszar dawnego powiatu iłłuksztańskiego składający się z sześciu gmin o łącznej powierzchni 1,5 tys. km² (Borów, Boruny, Demeń, Kałkuny, Skrudelino, Sołonaj) został wcielony do Łotwy. Obszar ten jest jedynym skrawkiem terytorium podlegającym pod polską administrację w latach międzywojennych, który obecnie należy do Łotwy.
Istnieje rozbieżność w określaniu przynależności ponadpowiatowej północno-zachodnich gmin powiatu brasławskiego (gminy Brasław, Dryświaty, Dukszty, Opsa, Plusy, Rymszany, Słobódka, Smołwy i Widze) na przełomie lat 1921–1922. Dz.U. z 1922 r. nr 26, poz. 213 (Art. 1) wymienia powiat brasławski jako jeden z 5 powiatów (obok wileńskiego, oszmiańskiego, święciańskiego i trockiego) Ziemi Wileńskiej, nad którą objęto władzę państwową w 1922 roku (czyli obszary wchodzące w skład Litwy Środkowej). Natomiast Skorowidz miejscowości RP wydany przez GUS w 1923 roku wylicza powiat brasławski jako jeden z 4 powiatów (obok duniłowickiego, dziśnieńskiego i wilejskiego), które w 1922 roku wydzielono z woj. nowogródzkiego i wcielono do Ziemi Wileńskiej, podając równocześnie szczegółową statystykę dla omawianych gmin z 30 września 1921 roku. Także inne źródła (m.in. mapy) podają informacje o przyłączeniu na przełomie lat 1921–1922 do Litwy Środkowej powiatów brasławskiego i lidzkiego. Rozbieżność ta wynika z różnych interpretacji przeprowadzonych na terenie powiatu brasławskiego (a także lidzkiego) wyborów do Sejmu Wileńskiego na mocy uchwały Sejmu RP z 16 listopada 1921, która zakończyła walkę polityczną na tych terenach. Adam Mielcarek twierdzi że powiaty brasławski i lidzki faktycznie do Litwy Środkowej nie należały.
1 stycznia 1926 roku do powiatu brasławskiego przyłączono z powiatu dziśnieńskiego 8 gmin: Bohiń, Czeressa, Druja, Jody, Leonpol, Miory, Nowy Pohost i Przebrodzie, odłączono natomiast gminę Dukszty, którą włączono do powiatu święciańskiego.
20 stycznia 1926 roku powiat brasławski wszedł w skład nowo utworzonego województwa wileńskiego II Rzeczypospolitej. Powiat od północy graniczył z Łotwą, a od północnego wschodu z Białoruską Socjalistyczną Republiką Radziecką.

## Demografia
Według spisu ludności w grudniu 1919 roku powiat brasławski okręgu wileńskiego ZCZW zamieszkiwało 82 513 osób, z których 52,5% zadeklarowało się jako Polacy, 15,3% – Białorusini, 15,0% – Litwini, 3,9% – Żydzi, 13,2% – przedstawiciele innych narodowości (głównie Rosjanie). Na terytorium powiatu znajdowało się 1901 miejscowości, z których 2 miały ponad 1 tys. mieszkańców. Największą z nich był Brasław z 1235 mieszkańcami.
W 1921 roku powiat liczył 124 036 mieszkańców. Według spisu powszechnego z 1931 roku, powiat zamieszkiwało 143 161 osób, z których zadeklarowało jako język ojczysty: polski – 93 958 (65,6%), białoruski – 23 138 (16,2%), rosyjski – 14 551 (10,2%), jidysz – 6846 (4,8%), litewski – 3490 (3%). Katolicyzm wyznawało 89 020 osób (62,2%), prawosławie – 29 672 (20,7%), inne religie chrześcijańskie – 16 183 (11,3%), judaizm – 7703 (5,4%).
Według Alfonsa Krysińskiego i Wiktora Ormickiego, terytorium powiatu wchodziło w skład tzw. zwartego obszaru białorusko-polskiego, to znaczy prawosławna ludność białoruska zamieszkiwała jedynie tereny wiejskie, zaś w większych miejscowościach dominowali Polacy.

## Oświata
W powiecie brasławskim okręgu wileńskiego ZCZW w roku szkolnym 1919/1920 działało 35 szkół powszechnych. Ogółem uczyło się w nich 1574 dzieci i pracowało 38 nauczycieli.

## Gminy
- Brasław
- Dryświaty
- Dukszty[11]
- Opsa
- Plusy
- Rymszany
- Słobódka
- Smołwy
- Widze
- Bohiń[12]
- Jody[12]
- Nowy Pohost[12]
- Przebrodzie[12]
- Drujsk[12]
- Miory[12]
- Leonpol[12]
- Czerez[12]